# Lázi, Győr-Moson-Sopron
Lázi  este un sat în districtul Pannonhalm, județul Győr-Moson-Sopron, Ungaria, având o populație de 601 locuitori (2011). 

## Demografie
Componența etnică a satului Lázi
     Maghiari (98,09%)
     Germani (1,28%)
     Bulgari (0,64%)
Componența confesională a satului Lázi
     Romano-catolici (64,73%)
     Fără religie (2,16%)
     Reformați (1,83%)
     Luterani (1,5%)
     Necunoscută (29,12%)
     Greco-catolici (0,67%)
Conform recensământului din 2011, satul Lázi avea 601 locuitori. Din punct de vedere etnic, majoritatea locuitorilor (98,09%) erau maghiari, cu o minoritate de germani (1,28%).  Din punct de vedere confesional, majoritatea locuitorilor (64,73%) erau romano-catolici, existând și minorități de persoane fără religie (2,16%), reformați (1,83%) și luterani (1,5%). Pentru 29,12% din locuitori nu este cunoscută apartenența confesională.

## Personalități născute aici
- Pálné Veres (1815 - 1895), profesoară, feministă.